# PERIMETRON HUB
PERIMETRON HUB（ペリメトロン ハブ）は、かつてInterFM897で放送されていたラジオ番組。
番組ハッシュタグは「#PERIMETRON」。

## 概要
常田大希（King Gnu）が、自身が主宰するクリエイティブグループ「PERIMETRON」のクリエイター佐々木集（ささき・しゅう）と、音楽のみならず、世界の芸術や娯楽など、彼らが注目していることに焦点を当てた、トークや音楽を繰り広げるラジオ番組。
のちに第35回を以て常田が離脱し、同じく「PERIMETRON」のクリエイターである神戸雄平（かんべ・ゆうへい）が受け継いだ。
事前に1ヶ月分の番組を「PERIMETRON」の事務所にて収録していた。

### CMフィラー
- Bibio「Curls」

## 放送時刻
- 毎週火曜 23:00 - 23:30
- ネット局 2021年10月 - （JFN26局ネット）。

### 過去の放送時刻
- 金曜 23:00 - 23:30（放送開始 - 2019年）
- 火曜 20:30 - 21:00（2020年4月）

## 各回の放送内容
| 回数    | 放送内容                                                   | ゲスト・備考 |
| ------- | ---------------------------------------------------------- | --- |
| 第1回   | 記念すべき初回放送                                         | |
| 第2回   | millennium paradeとは                                      | 今週のテーマは「millennium parade」とは?」 |
| 第3回   | 番組初ゲスト!                                              | 番組初のゲストとしてORONO（Superorganism）が出演。 |
| 第4回   | millennium parade Launch Party!!! SPECIAL （Part1～Part4） | 4週にわたり、恵比寿リキッドルームで開催される『millennium parade Launch Party!!!』を紹介。 ゲストは 江﨑文武（WONK）、新井和輝（King Gnu）。 |
| 第5回   | millennium parade Launch Party!!! SPECIAL （Part1～Part4） | 4週にわたり、恵比寿リキッドルームで開催される『millennium parade Launch Party!!!』を紹介。 ゲストは 江﨑文武（WONK）、新井和輝（King Gnu）。 |
| 第6回   | millennium parade Launch Party!!! SPECIAL （Part1～Part4） | 4週にわたり、恵比寿リキッドルームで開催される『millennium parade Launch Party!!!』を紹介。 ゲストは 江﨑文武（WONK）、新井和輝（King Gnu）。 |
| 第7回   | millennium parade Launch Party!!! SPECIAL （Part1～Part4） | 4週にわたり、恵比寿リキッドルームで開催される『millennium parade Launch Party!!!』を紹介。 ゲストは 江﨑文武（WONK）、新井和輝（King Gnu）。 |
| 第8回   | David Fincher                                              | 映像作家OSRINが影響を受けた映画監督、デヴィッド・フィンチャーを特集。 |
| 第9回   | 盛りだくさんの30分!                                        | millennium parade Launch Party!!!を改めて振り返り。全米シングルチャートでNo1を独走していたLil Nas Xの「Old Town Road feat. Billy Ray Cyrus」を紹介。 |
| 第10回  | ODD FUTURE                                                 | オルタナティブ・ヒップホップ集団「ODD FUTURE」を特集。ゲストは小林瑚七。 |
| 第11回  | 悪役特集                                                   | 映画「JOKER」の公開にあわせ、映画の中で欠かすことのできない存在「悪役」にスポットを当てた特集。 |
| 第12回  | Friday Night Plans                                         | ゲストはFriday Night Plans。 |
| 第13回  | Friday Night Plans Part 2                                  | ゲストは前週に同じ。millennium paradeの新曲「Plankton」を初オンエア。 |
| 第14回  | dig… Plankton!                                             | ゲストは神戸雄平（PERIMETRON）。神戸の新曲「Plankton」を特集。 |
| 第15回  | インディーシーン                                           | ゲストは前週と同じ。PERIMETRONが注目する日本のインディーシーンで活躍するアーティストを紹介。 |
| 第16回  | dutch                                                      | ゲストは、yahyelのメンバーでもあるdutch_tokyoこと山田健人。 |
| 第17回  | dutch part 2                                               | ゲストは前週に同じ。オスカー・ハドソンやスパイク・リーなど、山田が好きな監督も紹介。さらに、ライティングに関してのこだわりなどについてトークを展開。 |
| 第18回  | 夢はみますか？                                             | ゲストは君島大空。 |
| 第19回  | 大空と飛行艇                                               | ゲストは前週に同じ。君島が注目するアーティストを紹介した。King Gnuの新曲「飛行艇」も番組初オンエア。 |
| 第20回  | 奇跡的な出会い!                                            | ゲストは小原綾斗（Tempalay）。 |
| 第21回  | 飛行艇を深掘り!!                                           | ゲストは勢喜遊（King Gnu）。King Gnuの新曲「飛行艇」を特集。 |
| 第22回  | ストイック鬼ビート!!!                                      | ゲストは前週に同じ。ドラマーである勢喜が”鬼ビートな曲”を選曲し、放送。 |
| 第23回  | 小原綾斗 (Tempalay)                                        | ゲストは小原綾斗（Tempalay）。 |
| 第24回  | Planktonを深堀り!!                                         | 番組準レギュラー：Kanbe（PERIMETRON）。「Plankton」を特集。 |
| 第25回  | bro!!                                                      | digのコーナーではBON IVERを特集。 |
| 第26回  | millennium parade戦略会議!                                 | ゲストはOSRIN & Kanbe（PERIMETRON）。millennium paradeの新曲『Stay!!!』も初オンエア。 |
| 第27回  | ぷちリニューアル                                           | ゲストは前週に同じ。 |
| 第28回  | 折坂悠太をお迎え                                           | ゲストは折坂悠太。折坂へのロングインタビューを放送。収録は放送した時間の3倍以上に及んだという。 |
| 第29回  | 折坂悠太おすすめ曲!                                        | ゲストは前週に同じ。折坂が勧める曲を紹介。 |
| 第30回  | ermhoi                                                     | ゲストはermhoi（Black Boboi）。millennium paradeでVeilやPlanktonでもボーカルを務める彼女。PERIMETRONとの出会いや、ルーツソングなどについて語った。 |
| 第31回  | ermhoi                                                     | ゲストは前週に同じ。ermhoiがボーカル目線で選んだ曲を紹介。 |
| 第32回  | メーン!                                                    | ゲストは森洸大（マーブリングチーム・Dirty Workers Studio）。 |
| 第33回  | Complex                                                    | 常田に代わり、PERIMETRONから西岡将太郎が番組初登場。また2nd EP『Complex』の発売に合わせ、Friday Night Plansも出演。さらにプロデューサーの渡会も登場。 |
| 第34回  | 300トラック!!!                                             | ゲストは佐々木優（millennium parade）。 |
| 第35回  | millennium parade Live 2019直前スペシャル                  | 常田に代わり、PERIMETRONから西岡将太郎と、番組準レギュラーであるKanbeが出演。 |
| 第36回  | 2019年を振り返る                                           | ゲストは前週に同じ。2019年を振り返る。 |
| 第37回  | millennium parade Live 2019                                | 同年12月3日、5日に開催されたmillennium parade Live 2019を特集。新木場STUDIO COASTのライブ直後に出演者に直撃インタビューした模様も放送。さらに新曲「lost and found」も初オンエア。                                                                                |
| 第38回  | 大忘年会スペシャル〜パート1〜                              | PERIMETRONの事務所から放送。PERIMETRONの新たな仲間「Margt」から、ArataとIsamuも番組初登場。 番組後半には、先週行われたTempalayの沖縄でのライブを特集。 |
| 第39回  | 大忘年会スペシャル〜パート2〜                              | PERIMETRONの成り立ちや、メンバーになった経緯などを鍋を囲みながら語った。番組史上最多の10人が登場。 |
| 第40回  | メッセージ紹介                                             | 今週は正月休みということで、リスナーから届いたメッセージを紹介。 |
| 第41回  | ワッツアップ!!                                             | ゲストは石若駿。millennium paradeのメンバーでもある石若。新プロジェクト「Answer to Remember」についてトークを展開。 |
| 第42回  | 鬼火異斗                                                   | ゲストは前週に同じ。石若が選ぶ「鬼ビート」を特集。 |
| 第43回  | 結局の所                                                   | ゲストは荒居誠（PERIMETRON）、Marg（Kng Gnu）。King Gnuの新作「CEREMONY」のリリースに合わせ、アルバムジャケットを手がけた荒居、Margtが出演。 |
| 第44回  | ゲスト：荒居誠                                             | ゲストは前週に同じ。 |
| 第45回  | バタフライ                                                 | ゲストは西岡将太郎、HIMI（シンガー）。HIMIの1stEPに関してや、影響を受けた曲などを紹介。 |
| 第46回  | GOOD MUSIC                                                 | ゲストは前週に同じ。HIMIがオススメの曲を紹介。 |
| 第47回  | lost and found裏話                                         | |
| 第48回  | 大好評音楽回!                                              | PERIMETRONが注目する曲、気になる曲を紹介。 |
| 第49回  | 弾丸撮影                                                   | ゲストはRyohu（KANDYTOWN）。佐々木とのスペシャル対談を放送。 |
| 第50回  | 飽くなき探究心                                             | ゲストは前週に同じ。Ryohuが最近注目している曲を紹介。 |
| 第51回  | お便りありがとうございます!                                | 集&カンベでリスナーから届いたメッセージを紹介。 |
| 第52回  | 1年経ちますねスペシャル!                                   | 放送開始から1年を迎えるのを機に、これまでの放送を振り返り。また4/3に配信リリースされた「N.HOOLYWOOD COMPILE IN NEWYORK COLLECTION」の音源をオンエア。 |
| 第53回  | はじめましてPERIMETRONです!!                               | 今週は佐々木集&神戸雄平で放送。 |
| 第54回  | 1億回!                                                     | ゲストは小原綾斗（Tempalay）。PERIMETRONがMVを制作した「大東京万博」について特集。 |
| 第55回  | 天然炸裂??                                                 | ゲストは前週に同じ。小原の選曲により、日本人アーティストにスポットを当てて紹介。 |
| 第56回  | 喋りすぎました!!                                           | ゲストは前週に同じ。今週もたまたまスタジオにいた（体の）小原と放送。 |
| 第57回  | 攻殻機動隊 SAC_2045スペシャル 前編                         | ゲストは神山健治、荒牧伸志。今回は共同監督に関してのお話や、millennium paradeとの出会いについて語った。なお、本放送回より新型コロナウイルス感染拡大防止のため、ビデオ会議システムでの収録となった。                                                              |
| 第58回  | 攻殻機動隊 SAC_2045スペシャル 後編                         | ゲストは前週に同じ。今回はモーションキャプチャーに関してや、声優陣に関して特集。 |
| 第59回  | まさかの、、、                                             | リスナーからのメッセージを紹介。 |
| 第60回  | 初恋の相手は、、、                                         | 今回はオススメのアニメを紹介。 |
| 第61回  | 引き続きお待ちしています!!                                 | メッセージ回。「皆さんのインスタのアカウント名の由来は?」という質問に、急きょMargtのissaに電話インタビュー。 |
| 第62回  | think out of the box                                       | 「固定概念を外して、視点を変えてみよう!」というコンセプトの企画。 |
| 第63回  | イッキ見アニメ!                                            | 今回は先月好評であったアニメ回。なかでも一気見してしまう作品や、一気見してほしい作品を紹介。 |
| 第64回  | アオハル!                                                  | 「青春エピソード教えて下さい」というメッセージからのエピソードを紹介。 |
| 第65回  | think out of the box                                       | 色々なテーマでおしゃべりしていくトーク回。 |
| 第66回  | この先に、何かいる・・・                                   | 今週はトーク回。恒例の「think out of the box」を放送。 |
| 第67回  | think out of the box!!                                     | 先週に引き続き「think out of the box」。『番組グッズ製作委員会』が発足。 |
| 第68回  | Sympa                                                      | ゲストはRYUSUKE SANO（painter）。King Gnuの「Sympa」では、ジャケット写真を手掛けたRYUSUKE。 合宿状態の制作秘話も紹介。 |
| 第69回  | 未来に行く?過去に行く?                                     | ゲストは前週に同じ。サイコロを振り、様々なテーマについて語った。 |
| 第70回  | 漫画最高                                                   | ゲストはOSRIN。佐々木、神戸の3人で好きな漫画について語った。 |
| 第71回  | 夏ですな〜                                                 | 佐々木が選ぶ「夏のチルソング」を紹介。 |
| 第72回  | しか勝たん                                                 | 神戸が選ぶ「夏のチルソング」を紹介。 |
| 第73回  | グッズ制作も進行中!                                        | 今週はリスナーからのメッセージを紹介。後半は、番組公式グッズの作戦会議を実施。 |
| 第74回  | 最新のディグリ方はこれだ!                                  | ゲストはFriday Night Plansのディレクターであり、大の音楽好き! (Deepest Digger Director)渡会。最新曲を紹介。 |
| 第75回  | なんちゃって                                               | ゲストはMargtのアラタとイッサ。MVを手掛けた最新楽曲や最近ハマっている曲なども紹介。 |
| 第76回  | まさかの1通                                                | メッセージを「沢山」紹介するはずが、番組史上最小の1通しか紹介できなかった。 |
| 第77回  | グッズ決定                                                 | 番組公式グッズも決定（放送時点でTシャツのデザインが公開されていた）。まずはTシャツとロンTから販売スタート。 |
| 第78回  | ワイワイレディオ!                                          | 神戸とISSA (from Margt)で放送。ISSAのオススメ映画を紹介。 |
| 第79回  | 愛だらけ埼玉!                                              | 神戸 & ISSA & Arata (from Margt)で長寿アニメを特集。 |
| 第80回  | 抽選会!                                                    | 番組公式グッズのアイディアへの応募者の中から、佐々木賞、神戸賞、ディレクター賞の当選者3名を抽選。 |
| 第81回  | Showtime!!前編                                             | ゲストはMONJOE（DATS）。バンドを始めたキッカケなど、ルーツを探った。さらにOSRINがMVを手掛けた 新曲「Showtime」も特集。 |
| 第81回  | Showtime!!中編                                             | ゲストは前週に同じ。新曲「Showtime」のMVに関してOSRINが制作裏話も紹介。 |
| 第82回  | Showtime!!後編                                             | 引き続きDATSのMONJOEを迎え、番組恒例の音楽会を開催。 |
| 第83回  | 脳内妄想グルメ回                                           | 今週は佐々木と神戸の2人が登場。神戸曰く、番組史上”最ゆる”なトーク回。 |
| 第84回  | 今を生きる!                                                | ゲストはRyohu、TENDRE、MargtのISSA。今週はTENDREを特集。新曲「Fresh feat. Ryohu」の制作秘話などを紹介。 |
| 第85回  | 馬鹿大変だった!                                            | ゲストは前週に同じ。Ryohuの1stアルバム「DEBUT」を特集。 |
| 第86回  | 話しかけないで                                             | 「冬の散歩」をテーマとした佐々木の選曲回。 |
| 第87回  | 音楽と共に                                                 | 「冬の散歩」をテーマとした神戸の選曲回。 |
| 第88回  | 沖縄でNew York Cityを聴こう!                               | ゲストはMargtのARATAとISSA、Cota。今週はリスナーからの質問に回答（裏テーマは”恋”）。 |
| 第89回  | テレビが好きです!                                          | 今週は「こんなメッセージ来たら面白い!」ということで、妄想メッセージ回を放送。 |
| 第90回  | ありがとうございます                                       | 今週は漫画回。佐々木と神戸が愛してやまない「チェンソーマン」を特集。 |
| 第91回  | オトナな飲み方                                             | 今週は2020年最後の放送!ということで、PERIMETRON事務所でのプチ忘年会!と題して、宅飲み感覚で放送。 |
| 第92回  | 今年はどんな年になるのかな〜                               | 2021年最初の放送。 |
| 第93回  | ドキッ!!                                                   | サイコロトーク。出た目のお題の話をゆるゆるのんびりトーク。 |
| 第94回  | 音楽の力                                                   | 今週は佐々木＆神戸が選ぶ映画音楽特集。 |
| 第95回  | 引き続きお便りお待ちしています!                            | メッセージ回前半戦! |
| 第96回  | 春が来たら                                                 | メッセージ回後半戦! |
| 第97回  | 第一回 勝手に応援!チェンソーマンを広める委員会             | チェンソーマン愛が止まらない2人のあれやこれやを紹介。なお、収録は当時の最新巻の発売直後であった。 |
| 第98回  | THE MILLENNIUM PARADE特集〜前半戦〜                        | ゲストは森洸大、荒居誠。森は番組初登場。1stアルバム「THE MILLENNIUM PARADE」を特集。前半戦は、アートディレクターの森と、グラフィックデザイナーの森を特集。 |
| 第99回  | THE MILLENNIUM PARADE 特集〜後半戦〜                       | ゲストは前週に同じ。前週に引き続き、1stアルバム「THE MILLENNIUM PARADE」を特集。後半戦は、イラストレーターである荒居のパートから特集。 |
| 第100回 | おかげさまで100回でした!                                   | リスナーからのメッセージを紹介。 |
| 第101回 | 引き続きお待ちしております!                                | 番組宛てに届いたリスナーからのメッセージを紹介。 |
| 第102回 | オハヨウゴザイマス                                         | ゲストはTempalay。タイトなスケジュールの中での収録だったため、番組初の朝一収録であった。 |
| 第103回 | ゴーストアルバム                                           | ゲストは前週に同じ。ニューアルバム「ゴーストアルバム」を特集。他のメディアでは語っていない未発表楽曲やMV撮影の裏側、他のメディアのインタビューでは語られなかった未発表楽曲「フクロネズミも考えていた」に関してや、レコーディング裏話などを紹介。                 |
| 第104回 | 実家屁数                                                   | |
| 第105回 | 祝2年!メッセージお待ちしています                           | 先週に引き続き、番組宛のメッセージを紹介。 |
| 第106回 | 共闘                                                       | 今回は春の新生活をテーマに放送。 |
| 第107回 | 大忙しの30分                                               | ゲストはISSA（Margt）。オススメの映画音楽を紹介。 |
| 第108回 | 千葉麻里絵 前半                                            | ゲストは千葉麻里絵（恵比寿の日本酒バー「GEM by moto」店主）。 |
| 第109回 | 千葉麻里絵 後半                                            | 今回はゲストがおススメの日本酒をテーマ別に3つ紹介。 |
| 第110回 | Ryohu 前半                                                 | ゲストはRyohu。EP『Collage』の制作秘話や、LP盤で翌月リリースされる『DEBUT』のCD版とは違う曲順に関して特集。 |
| 第111回 | Ryohu 後半                                                 | ゲストは前週に同じ。Ryohuが、最近聴いているガチで聴いている曲を特集。 |
| 第112回 | パニッシュメント                                           | メッセージ回 |
| 第113回 | 今を生きる                                                 | メッセージ回。一同キュンとなったArataの恋愛トークも炸裂。 |
| 第114回 | 初の試みでした オススメアカウント回                        | 第1回目となる今回は、佐々木、神戸、Arataがよく見ているTwitter、Instagram、YouTubeのオススメアカウントを紹介。 |
| 第115回 | スマブラ回                                                 | 新企画「俺たちのゲームセンター」がスタート。1990年代生れが多いPERIMETRONメンバーが同年代のリスナーと、「懐かしい」とか「これ持ってた!!!」というゲームを取り上げる企画。シリーズ第一弾は「大乱闘スマッシュブラザーズ」。                                          |
| 第116回 | 玉置周啓                                                   | ゲストは玉置周啓。 |
| 第117回 | 流れ星を落としたい                                         | 今回は玉置のルーツソングを紹介。ニューアルバム「行列のできる方舟」からは、神戸も歌詞を飾りたい!というほど大好きな「LOVE LOVE」に関して特集。 |
| 第118回 | 鋭角の集い、それがPERIMETRON                               | ゲストはCota Mori。 |
| 第119回 | 肉すい般若                                                 | サイコロトーク回。 |
| 第120回 | 夏って嫌いだけど好き                                       | 今週は久しぶりの音楽回。「私の夏」をテーマに選曲。 |
| 第121回 | ついつい見ちゃう                                           | 今週はTwitter、Instagramでオススメのアカウントを紹介。リスナーから届いたアカウントを紹介。紹介したのはこちら→ |
| 第122回 | 将来の夢はPERIMETRON                                       | メッセージ回。 |
| 第123回 | ゆた〜り                                                   | マンスリーゲストはAAAMYYY。まず初回は、「私の夏」というテーマで選曲。 |
| 第124回 | まさかの不在 その1                                         | ゲストはARATA（Margt）とISSA（Margt）。翌日リリースされる新作『Annihilation』を、佐々木、神戸と3人でじっくり語る、という回の予定だったが、佐々木が不在となったため、急きょ、このアルバムのジャケットやMVなどのアートワーク類を担当したMargtのARATAとISSAが登場。 |
| 第125回 | じっくり語ろうAnnihilation!                                | ゲストは前週に同じ。懐かしのコーナー「dig」が復活。神戸とMargtの好きな曲を特集。 |
| 第126回 | AAAMYYYとMega Shinnosuke                                   | ゲストは前週に同じ。 |
| 第127回 | お耳の恋人                                                 | 久しぶりに佐々木と神戸の2人で進行。 |
| 第128回 | お洒落すぎてどうしよう                                     | ゲストはMega Shinnosuke。ニューアルバム「CULTURE DOG」を特集。 |
| 第129回 | ルーツソング                                               | ゲストは前週に同じ。Mega Shinnosukeのルーツソングを紹介。 |
| 第130回 | いくぞ全国                                                 | 今回は先月MVが公開されたBonDanceについて特集。次回から番組が全国ネットとなる。 |
| 第131回 | どうぞご贔屓に                                             | 今回からJFN26局ネットとなる。 |
| 第132回 | 秋感じる〜                                                 | 今夜は番組恒例企画「音楽会」。今回のテーマは「秋感じる曲」。 |
| 第133回 | ショートコント                                             | リスナーから届いたメッセージを紹介。 |
| 第134回 | ぶらぶらしたいな                                           | 初の企画!?「番組企画会議回」!ということで、番組でこれから行うかもしれない企画を出し合った。 |
| 第135回 | チョコミン党                                               | メッセージ回! |
| 第136回 | 攻殻機動隊スペシャル                                       | ゲストは森謙太（PERIMETRON）。「攻殻機動隊 SAC_2045 Blu-ray BOX」の発売に合わせ、攻殻が大好きな佐々木と神戸、パッケージデザインを担当した森をゲストに迎え放送。                                                                                                  |
| 第137回 | 第1回どの素子が好きか選手権                                | 急きょ始まった「第1回どの素子が好きか選手権」。3人の「攻殻愛」を語るファントークを放送。 |
| 第138回 | 沢山のお便りありがとうございます                           | ゲストはARATA（Margt）。これまで月一回行っていたメッセージ回を、メッセージ数の増加に合わせて、前後編に分けるようになった。 |
| 第139回 | ひっそりゆったり                                           | 今回はのんびりロングトーク回! |
| 第140回 | プギャ!                                                    | 今回は「みんなの読書感想文」ということで、絵本をテーマに展開。 |
| 第141回 | オセンチ                                                   | 今回はグッとくる”台詞”特集ということで、佐々木・神戸がこれまでに出会った「台詞」や「フレーズ」を紹介。 |
| 第142回 | ネチルな!サバれ!                                           | リスナーから届いたメッセージを紹介。 |
| 第143回 | 番組公式アイテム第二弾制作決定                             | |
| 第144回 | 冬の散歩〜佐々木集編〜                                     | テーマは「冬の散歩」。前編は佐々木が選曲。 |
| 第145回 | 選曲回!冬の散歩〜神戸雄平編〜                              | テーマは「冬の散歩」。後編は神戸が選曲。 |
| 第146回 | 光秀の魂                                                   | メッセージ回。 |
| 第147回 | 公式グッズデザイン会議                                     | 今回はリスナーからの公式グッズのアイディアを紹介。 |
| 第148回 | 可愛いメッセージ                                           | 今回も前回に引続き、公式グッズのアイディアを紹介。 |
| 第149回 | 原点は”おおきなおおきな おいも”                            | ゲストはissa（Margt）。「みんなの読書感想文〜絵本編〜」として、リスナーから届いたオススメの絵本を紹介。 |
| 第150回 | 人は一生悩むもんさ                                         | リスナーのお悩み相談回 |
| 第151回 | デザイン発表日の発表＆当選者発表                           | 今回グッズのアイディアをご応募いただいた中から、佐々木賞、神戸賞、渡辺賞として当選者を発表。 |
| 第152回 | 後半真面目に語ってみました                                 | 今回はオススメアカウント回。佐々木と神戸のオススメのアカウントを紹介。 |
| 第153回 | みんなの読書感想文〜マンガ                                 | 今回は佐々木/神戸/ARATAのオススメマンガを紹介。 |
| 第154回 | ママメトロン                                               | 番組宛てに届いているメッセージを紹介。 |
| 第155回 | バンバン質問に答える回                                     | 今回は番組初の試み、インスタグラムに届いた質問に回答。 |
| 第156回 | もうすぐ春ですね                                           | 今回は選曲回〜春〜。春に聴きたい曲を佐々木が選曲。 |
| 第157回 | 4年目も宜しくお願いします                                  | 今回は選曲回〜春〜。春に聴きたい曲を神戸が選曲。 |
| 第158回 | さぁ冒険だ                                                 | 恒例のメッセージ回。 |
| 第159回 | オハコはブランキー                                         | ゲストはさらさ（シンガーソングライター）。 |
| 第160回 | Yahoo!知恵袋                                               | ゲストは前週に同じ。さらさの、ルーツソングを3曲選曲。 |
| 第161回 | メッセージ紹介と、、、                                     | |
| 第162回 | アテの旅〜新潟編〜                                         | 今回は神戸雄平プレゼンツな新企画がスタート。お酒好きな神戸がオススメのお酒のアテを、アンテナショップに自ら買いにいってプレゼンする。 |
| 第163回 | 雑談しました                                               | ゲストは小原綾斗（Tempalay）。シングルのジャケットを手掛けた森洸大も急きょ電話出演した。 |
| 第164回 | 小原綾斗                                                   | ゲストは前週に同じ。Tempalayの新曲「Q/憑依さん」に関して特集。このシングルのジャケットを手掛けた森洸大も急きょ電話出演。 |
| 第165回 | もはや強迫観念                                             | リスナーから届いたおすすめ漫画と藤本タツキの最新作『さよなら絵梨』を特集。 |
| 第166回 | こりゃうまし!                                              | アテの旅〜京都編〜と題して、佐々木の地元、京都のお酒のアテを紹介。アンテナショップに行く企画であるが、今回は帰省した佐々木集のお土産回!。 |
| 第167回 | 素子〜〜〜〜!                                              | 「攻殻機動隊 SAC_2045」特集。同作のOP&EDテーマになっているmillennium parade「Secret Ceremony / No Time to Cast Anchor」に関して、シングルのデザインを手掛けた森洸大をゲストに迎え、制作の裏側を語る。                                                            |
| 第168回 | 丸太は危険                                                 | 今回はメッセージを紹介。番組冒頭の「神戸の独り言」のコーナーでは、今年の「母の日」に起きたとある出来事を語った。 |
| 第169回 | 教えてくれよ俺たちに                                       | 今回は「インスタント質問回」。佐々木のインスタグラムで募集した質問に一問一答形式で回答。 |
| 第170回 | 缶詰でやろうぜ                                             | 今回のノミトークは「缶詰でやろうぜ」ということで、コンビニで買える缶詰おつまみ、「缶つま」のシリーズから2品「牛タン焼き ねぎ塩だれ」、「広島県産 かき燻製油漬け」をつまみながら放送。                                                                            |
| 第171回 | 推しドラマ                                                 | 話題の『ストレンジャー・シングス』や『セックス・エデュケーション』を特集。 |
| 第172回 | サブスク貧乏                                               | メッセージ回 |
| 第173回 | 夏だね                                                     | 今回は「神戸の夏 2022」と題して、神戸セレクトの夏曲を紹介。 |
| 第174回 | アテの旅 Vol.3〜長野編〜                                   | 今回はアテの旅～長野編～と題し、長野のお酒のアテを探しに、銀座の「銀座NAGANO」に行った。 |
| 第175回 | しゃべるの楽しい!                                          | ゲストは藤本夏樹。先月、デジタルEP「pure?」をリリース。以前はTempalayとしての出演したため、ソロとしては番組初登場。新作について特集。 |
| 第176回 | 勇気が出る回                                               | ゲストは前週に同じ。ルーツソングを5曲紹介。 |
| 第177回 | 佐々木の夏 2022                                            | 「佐々木の夏 2022」と題して放送。 |
| 第178回 | Road To Stranger Things 4                                  | 今回は新たな試みとして、神戸雄平の「Road To Stranger Things 4」を開始。世界中で大ヒットしているストレンジャー・シングス。放送時点でファースト・シーズンまでしか観ていない神戸が、このコーナーごとに少しずつ観進めて、その先の予想を浅く語るコーナー。            |
| 第179回 | 小原綾斗とフランチャイズオーナーがやってきた               | ゲストは小原綾斗、「フランチャイズオーナー」から番組初登場の松浦大樹。 |
| 第180回 | 酒香倫                                                     | ゲストは松浦大樹・saccharin（サッカリン）。このプロジェクトが始まった経緯などを特集。 |
| 第181回 | おいらは藤本タツキの犬                                     | 今回は”第2回 勝手に応援!チェンソーマンを広める委員会”として、「チェンソーマン」の大ファンである佐々木と神戸がこの漫画の魅力をじっくりと特集。 |
| 第182回 | 脱線しまくり30分                                           | メッセージ回。 |
| 第183回 | 秋の懐メロ祭り〜佐々木集のターン〜                         | 今回は「秋の懐メロ祭り」。佐々木が中学校・高校あたりで聴いていた曲を選曲。 |
| 第184回 | 秋の懐メロ祭り〜神戸雄平のターン〜                         | 今回は「秋の懐メロ祭り」。神戸が中学校・高校あたりで聞いていた曲を選曲。 |
| 第185回 | Road To Stranger Things 4 =Part.2=                         | 放送時点で、まだ最新話まで観ていないという神戸が、少しずつ観進めて、その先の予想を浅く語るコーナー。 |
| 第186回 | メッセージ回!                                              | 月に一度のメッセージ回。 |
| 第187回 | 秋の懐メロ祭り〜MargtのARATAのターン〜                     | 今週から佐々木が不在となるため、ARATA（Margt）と神戸で放送。「秋の懐メロ祭り」をARATAの選曲で放送。 |
| 第188回 | 秋の懐メロ祭り〜神戸雄平のターン〜                         | 今回は「秋の懐メロ祭り」として、神戸のターン洋楽編を放送。 |
| 第189回 | トークテーマでおしゃべり!                                  | 今回は神戸のインスタグラムでリスナーから募集したテーマを基に展開するトーク回。 |
| 第190回 | アテの旅〜高知編〜                                         | MargtのARATAと神戸雄平、そして森洸大を迎えて放送。今回は「高知編」として、高知県のアンテナショップ『まるごと高知』に行った。 |
| 第191回 | 神戸雄平のRoad To Stranger Things 4                        | 今回から佐々木が復帰。今回、神戸がシーズン4-2以降の展開を予想。 |
| 第192回 | 桃太郎と猫                                                 | 今回は久しぶりのゲームトーク。『俺たちのゲームセンター Vol.2〜愛すべき桃鉄の魅力と海の向こうの新大陸Xbox 360〜』。神戸の桃鉄愛と、佐々木のおすすめゲーム「Stray」を紹介。                                                                                        |
| 第193回 | 音ヤバ映画                                                 | 今回は雑談回Vol.1。音ヤバ映画特集と題し、「映像＜音」な映画に関して特集。 |
| 第194回 | メッセージ回                                               | リスナーの呼称は、一旦「捕虜」ということになった。 |
| 第195回 | 2022年観たものNo1作品                                      | 2022年も残りわずかということで、「2022年観たものNo1作品」を決定。佐々木集賞、神戸雄平賞と題して紹介。 |
| 第196回 | 俺たちを熱くさせるのはスラムダンクと時々恋                 | |
| 第197回 | 選曲回 ベスト・ヒット・ハタチ〜神戸のターン                | 選曲回。テーマは「ベスト・ヒット・ハタチ」。神戸が20歳の頃聞いていた音楽を紹介。 |
| 第198回 | 選曲回 ベスト・ヒット・ハタチ〜佐々木のターン              | 選曲回。テーマは「ベスト・ヒット・ハタチ」。佐々木が20歳の頃聞いていた音楽を紹介。 |
| 第199回 | メッセージ回～ペリハブ君からの質問～                       | 今回は恒例のメッセージ回。 |
| 第200回 | 過去回も特別放送!おかげさまでスペシャル!                   | 過去回もオンエア。全国ネット前の「肉すい般若」の放送回と、全国ネット開始後の「オセンチ」の回を改めて放送。 |
| 第201回 | さらさがやってきた!!                                       | ゲストはさらさ（シンガーソングライター）。前年末にリリースしたファーストアルバム『Inner Ocean』を特集。 |
| 第202回 | 最高!!!                                                    | ゲストは前週に同じ。番組初の生演奏も披露。 |
| 第203回 | 番組グッズの新作が出ました!                                | ゲストは平塚美華。番組グッズ「ペリメトロン・ハーブティー」の制作に協力して頂いたアロマとハーブの専門店「ルメード・ドゥース」の代表である平塚を迎え、「ハーブティ」に関して特集。                                                                                 |
| 第204回 | ハーブティー美味しいぞ!                                    | ゲストは前週に同じ。実際に番組グッズを飲みつつ、「ルメード・ドゥース」のおすすめブレンドも試飲した。 |
| 第205回 | 投網の投げ方                                               | メッセージ回 |
| 第206回 | 新コーナー「ペリハブクエスチョン」                         | 設定は、『宇宙からやってきて間もないペリハブ君が、リスナーの質問に、そのお答えをガンガンと紹介していくコーナー。』（お題をTwitterで募集し、それに対してリスナーの返事を紹介していく）。初回は、「愛用しているモノ」でした。                                      |
| 第207回 | エモ懐ソングと大切なお知らせ                               | 選曲回。テーマは”春のエモ懐ソング”として、3曲ずつ紹介。同時に3月での番組終了が告知される。 |
| 第208回 | 赤ちゃん本舗                                               | メッセージ回。「子供服メーカーに務めているリスナー（赤ちゃん本舗）」からのお悩みに、『チャレンジすること』のアドバイスを与えた。 |
| 最終回  | さらば友よ                                                 | ゲストは小原綾斗（Tempalay）他、大勢。 |

## ネット局
2023年1月時点で、全国20局でネットされていた。全局「radiko」・「radiko.jpプレミアム」で聴取可能。
- 放送時間の早い順から記載。

| 放送対象地域   | 放送局名           | 放送時間               | 放送期間            | 備考   |
| -------------- | ------------------ | ---------------------- | ------------------- | ------ |
| [ 注 1 ]       | InterFM897         | 毎週火曜 23:00 - 23:30 | 2019年4月5日 -      | 製作局 |
| 熊本県         | エフエム熊本       | 毎週金曜 19:30 - 19:55 |                     |        |
| 大分県         | エフエム大分       | 毎週金曜 20:30 - 20:55 |                     |        |
| 岐阜県         | エフエム岐阜       | 毎週金曜 21:00 - 21:30 | 神戸雄平の出身地    |        |
| 兵庫県         | 兵庫エフエム放送   | 毎週土曜 18:00 - 18:30 |                     |        |
| 栃木県         | エフエム栃木       | 毎週土曜 18:30 - 18:55 |                     |        |
| 福井県         | 福井エフエム放送   | 毎週土曜 19:00 - 19:30 |                     |        |
| 長野県         | 長野エフエム放送   | 毎週土曜 20:30 - 20:55 | 常田の出身地        |        |
| 新潟県         | エフエムラジオ新潟 | 毎週土曜 21:00 - 21:30 |                     |        |
| 徳島県         | エフエム徳島       | 毎週日曜 27:30 - 28:00 | 日曜深夜            |        |
| 島根県・鳥取県 | エフエム山陰       | 毎週日曜 28:30 - 29:00 | 日曜深夜            |        |
| 香川県         | エフエム香川       | 毎週日曜 24:00 - 24:30 | 月曜深夜            |        |
| 岩手県         | エフエム岩手       | 毎週日曜 24:30 - 25:00 | 月曜深夜            |        |
| 福島県         | エフエム福島       | 毎週月曜 20:00 - 20:30 |                     |        |
| 高知県         | エフエム高知       | 毎週火曜 21:30 - 21:55 |                     |        |
| 長崎県         | エフエム長崎       | 毎週火曜 21:30 - 21:55 |                     |        |
| 宮崎県         | エフエム宮崎       | 毎週火曜 21:30 - 21:55 |                     |        |
| 大阪府         | エフエム大阪       | 毎週火曜 28:00 - 28:30 | 水曜早朝            |        |
| 滋賀県         | エフエム滋賀       | 毎週火曜 21:00 - 21:30 | （第4水曜日は休止） |        |
| 三重県         | 三重エフエム放送   | 毎週木曜 20:30 - 21:00 |                     |        |

## 出演者
- 佐々木集（ささき・しゅう）

京都府出身。「PERIMETRON」の中心メンバー。18歳の時に単身イギリスにわたり、ベーシストとして音楽活動をする。20歳の頃に帰国し、上京。アパレル業と並行してイベントのオーガナイザー、プロモーターなどを経験した後、常田と出会い『PERIMETRON』を立ち上げる。
映像・グラフィック・ライブ演出・空間演出までスタイルに縛られないアートディレクションを行う。
当番組の制作局であるinterfmのロゴは佐々木のプロデュースによるものである。
- 神戸雄平（かんべ・ゆうへい）

岐阜県出身。3DCGアニメーター・デジタルアーティスト。ほぼ独学で3D技術を習得した後「PERIMETRON」に加入。millennium paradeの「Viel」、『攻殻機動隊 SAC_2045』のオープニング・「Fly with me」のMVの3D映像部分などを担当。